# Борвиль
Борви́ль (фр. Borville) — коммуна во французском департаменте Мёрт и Мозель региона Лотарингия. Относится к  кантону Байон.	

## География
Борвиль	расположен в 32 км к юго-востоку от Нанси. Соседние коммуны: Клайер на севере, Моривиллер на северо-востоке, Розельёр на востоке, Сен-Буан на юго-востоке, Лоромонзе на юго-западе, Виллакур на западе, Фровиль на северо-западе.

## Демография
Население коммуны на 2010 год составляло 96 человек.
| 1962 | 1968 | 1975 | 1982 | 1990 | 1999 | 2010 |
| ---- | ---- | ---- | ---- | ---- | ---- | ---- |
| 100  | 99   | 87   | 75   | 82   | 75   | 96   |

## Достопримечательности
- Церковь XIX века.